# Not Quite Paradise
No Quite Paradise es una película de comedia-drama 1985 dirigida por Lewis Gilbert. Fue lanzado originalmente en Europa bajo el título No del todo Jerusalén, adaptado por Paul Kember de su obra de 1982 del mismo nombre. Protagonizada por Sam Robards, Joanna Pacula y Todd Graff.

## Cast
- Sam Robards es Mike
- Joanna Pacuła es Gila
- Todd Graff es Rothwell T. Schwartz
- Kevin McNally es Pete
- Selina Cadell es Carrie
- Ewan Stewart es Angus
- Bernard Strother es Dave
- Kate Ingram es Grace
- Gary Cady es Steve
- Naomi Rosenberg es Finnish Twin
- Schuli Rosenberg es Finnish Twin
- Yaacov Ben Sira es Dobush
- Esti-Katz es Rivka
- Aharon Greener es Asher